# Абрам Бласс
Абрам Бласс ( 1895, Ломжа — 1971, Тель-Авів) — ізраїльський, раніше польський, палестинський шахіст.
Народився в Ломжі, 1911 року переїхав до США, де жив до 1924 року. Потім повернувся до Польщі і жив у Варшаві. 1924/1925 року на турнірі у Варшаві поділив 3-5 місце. У 1926 році у Варшаві поділив 1-ше місце з Пауліно Фрідманом. Того ж року поділив 8-9-те місце (разом з Менахемом Ореном) у Варшаві на 1-му чемпіонаті Польщі. У 1926/1927 році посів 5-те місце на турнірі у Варшаві. 1927 року на 2-му чемпіонаті Польщі в Лодзі посів 8-ме місце. У 1928 році переміг на турнірі у Варшаві.
1928 року зіграв на запасний шахівниці за збірну Польщі на 2-й олімпіаді в Гаазі. Команда посіла 3-тє місце. У Хожуві в 1929 році у складі команди Варшави переміг на 1-му командному чемпіонаті Польщі. Того ж року у Варшаві посів 2-ге місце після Кремера. У 1930 році посів 8-ме місце на турнірі у Варшаві.
1935 року переїхав до Палестини, де двічі переміг (на 2-й Маккабіаді і на 1-й першості Палестини) в Тель-Авіві. Наступного року посів 2-ге місце на першості Тель-Авіва і поділив 2-3-тє місце на першості Палестини в Тель-Авіві.

## Спортивні результати
| Рік  | Місто     | Турнір                | + | = | − | Результат | Місце |
| ---- | --------- | --------------------- | - | - | - | --------- | ----- |
| 1919 | Краків    | Чемпіонат міста       |   |   |   | з         | 1     |
| 1925 | Краків    | Чемпіонат міста       |   |   |   | з         | 1     |
| 1926 | Краків    | Чемпіонат міста       |   |   |   | з         | 1     |
|      | Краків    |                       |   |   |   | з         | 1     |
|      | Варшава   | 1-й чемпіонат Польщі  | 8 | 3 | 6 | 11 з 17   | 8—9   |
| 1927 | Лодзь     | 2-й чемпіонат Польщі  | 7 | 5 | 2 | 8 з 14    | 5—7   |
| 1928 | Гаага     | 2-га олімпіада        | 4 | 3 | 4 | 6 з 11    |       |
| 1938 | Рівне     | Чемпіонат міста       |   |   |   | з         | 1     |
| 1951 | Тель-Авів | Чемпіонат міста       |   |   |   | з         | 1     |
|      | Тель-Авів | 1-й чемпіонат Ізраїлю |   |   |   | 9 з 13    | 1     |
| 1952 | Тель-Авів | Чемпіонат міста       |   |   |   | з         | 1     |
|      | Гельсінкі | 10-та олімпіада       | 6 | 4 | 3 | 7½ з 13   |       |
| 1954 | Амстердам | 11-та олімпіада       | 7 | 2 | 3 | 8½ з 12   |       |
| 1956 | Москва    | 12-та олімпіада       | 2 | 2 | 4 | 4 з 8     |       |
|      |           |                       |   |   |   | з         |       |